# 2884 Reddish
2884 Reddish (1981 ES22) là một tiểu hành tinh vành đai chính được phát hiện ngày 2 tháng 3 năm 1981 bởi S. J. Bus ở Siding Spring.